# Чон Со Мін
Чон Со Мін (кор. 정소민, 庭沼珉; при народженні Кім Юн Джі, кор. 김윤지, 金允智; нар. 16 березня 1989) — південнокорейська акторка та модель. Дебютувала у 2010 році в телесеріалі «Поганий хлопець». Відома головними ролями у телесеріалах «Грайливий поцілунок», корейській адаптації популярної манги «Грайливий поцілунок»,  «Дивний батько», «Тому що це моє перше життя», «Усмішка що залишилася на твоїх очах», «Цілитель душ», «Алхімія душ» та у фільмі «Двадцять».

## Біографія
Кім Юн Джі народилася 16 березня 1989 року у Сеулі. Перед початком акторської кар'єри змінила ім'я на Чон Со Мін. Акторську кар'єру розпочала у 2010 році з ролі у короткометражному фільмі «Найгірші друзі», у наступному році отримала роль у серіалі «Поганий хлопець». Зростання популярності Со Мін пов'язане з головною роллю у популярному серіалі «Грайливий поцілунок», в якому вона зіграла просту дівчину, яка закохується в найкрасивішого хлопця школи. У 2016 році Чон Со Мін отримала головну роль у серіалі «Звук твого серця», який стає популярним у Китаї та набирає там більш 100 мільйонів переглядів.

## Фільмографія

### Телевізійні серіали
| Рік  | Назва                                 | Роль                                         | Мережа |
| ---- | ------------------------------------- | -------------------------------------------- | ------ |
| 2010 | «Поганий хлопець»                     | Хон Моне                                     | SBS    |
| 2010 | «Грайливий поцілунок»                 | О Ха Ні                                      | MBC    |
| 2012 | «Очікування»                          | Чон Со Мін                                   | MBC    |
| 2012 | «Чи можемо ми одружитися?»            | Чан Хьо Юн                                   | JTBC   |
| 2013 | «Прийди до мене і стань зіркою»       | Ха Чжін                                      | KBS2   |
| 2014 | «Місс Корея»                          | працівниця бензоколонки (камео, 20 серія)    | MBC    |
| 2014 | «Біг Мен»                             | Кан Чін А                                    | KBS2   |
| 2015 | «День Д»                              | Чан Доль Мі                                  | JTBC   |
| 2016 | «Червоний вчитель»                    | Чан Сун Док                                  | KBS2   |
| 2016 | «Звук твого серця»                    | Чхве Сан Бон / Ебон                          | KBS2   |
| 2017 | «Дивний батько»                       | Бьон Мі Йон                                  | KBS2   |
| 2017 | «Тому що це моє перше життя»          | Юн Чі Хо                                     | tvN    |
| 2018 | «Що не так з секретарем Кім»          | мама Мі Су в молодому віці (камео, 10 серія) | tvN    |
| 2018 | «Усмішка що залишилася на твоїх очах» | Ю Чін Кан                                    | tvN    |
| 2019 | «Безодня»                             | Іноземна жіноча «Смерть» (камео, 1 серія)    | tvN    |
| 2019 | «Бути мелодраматичним»                | Сон Джу (камео, 16 серія)                    | JTBC   |
| 2020 | «Цілитель душ»                        | Хан У Джу                                    | KBS2   |
| 2021 | «Мій сусід Куміхо»                    | Перше кохання Сін У Йо (камео)               | tvN    |
| 2021 | «Щомісячний журнал «Дім»»             | На Йон Вон                                   | JTBC   |
| 2022 | «Алхімія душ»                         | Му Ток / Наксу                               | tvN    |

### Фільми
| Рік          | Назва                           | Роль         |
| ------------ | ------------------------------- | ------------ |
| 2015         | «Двадцять»                      | Со Мін       |
| 2015         | «Аліса: Хлопець з країни чудес» | Хьо Чжун     |
| 2017         | «Ти - батько, Я - донька»       | Вон До Йон   |
| 2018         | «Золотий сон»                   | Юмі (камео)  |
| 2019         | «Фатальний чоловік»             | Хе Вон       |
| 2022         | «Проєкт «Полювання на вовка»»   | Да Йон       |
| В очікуванні | «30 днів»                       | В очікуванні |

## Нагороди
| Рік  | Нагорода                                   | Категорія                                                   | Робота                | Результат | Прим. |
| ---- | ------------------------------------------ | ----------------------------------------------------------- | --------------------- | --------- | ----- |
| 2010 | 2-а Премія корейська коштовність           | Нагорода «Топаз»                                            |                       | Перемога  | [ 3 ] |
| 2010 | 18-та Премія корейської культури та розваг | Краща нова акторка телебачення                              | «Поганий хлопець»     | Перемога  | [ 4 ] |
| 2010 | 29-та Премія MBC драма                     | Краща нова акторка                                          | «Грайливий поцілунок» | Номінація |       |
| 2011 | 6-ий Азійський фестиваль моделей           | Нова зірка                                                  |                       | Перемога  | [ 5 ] |
| 2012 | 12-та Премія розваг MBC                    | Кращий новачок в комедії-сіткомі                            | «Очікування»          | Перемога  | [ 6 ] |
| 2016 | 15-та Премія розваг KBS                    | Краща пара разом з Лі Кван Су                               | «Звук твого серця»    | Перемога  | [ 7 ] |
| 2016 | 30-та Премія KBS драма                     | Нагорода за високу майстерність (акторки спеціальної драми) | «Червоний вчитель»    | Номінація |       |
| 2017 | 1-а Сеульська премія                       | Краща акторка другого плану                                 | «Дивний батько»       | Номінація |       |
| 2017 | 31-а Премія KBS драма                      | Нагорода за високу майстерність (акторки серіалу)           | «Дивний батько»       | Номінація |       |
| 2017 | 31-а Премія KBS драма                      | Премія Netizen (акторки)                                    | «Дивний батько»       | Номінація |       |